# ペンギン島

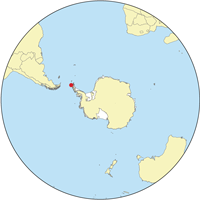
ペンギン島の位置

ペンギン島（ペンギンとう）
1. 南極にある島。本項で記述する。
2. オーストラリアのロッキングハムにある島[1]。
3. ナミビアにある島。リューデリッツ湾を参照。

ペンギン島（ペンギンとう、Penguin Island）は、西経57度93分、南緯62度10分の、南極にある幅約1.4km、長さ約1.7kmの島である。最高峰は180m。キングジョージ島の南岸のすぐ近く、サウス・シェトランド諸島のキングジョージ湾の東側に位置する。ペンギン島は1820年、イギリスのエドワード・ブランスフィールド率いる探検隊によって発見され、海岸にペンギンが多数いたことから命名された。
ペンギン島は玄武岩質スコリア丘であるディーコン・ピークに覆われている。ディーコン・ピークは約300年も活動していると考えられている。島の東にはマール状のクレーターであるペトレル・クレーターがあり、これは1905年ごろにディーコン・ピークが最後に噴火した跡だと考えられている。